# Häger (Werther)

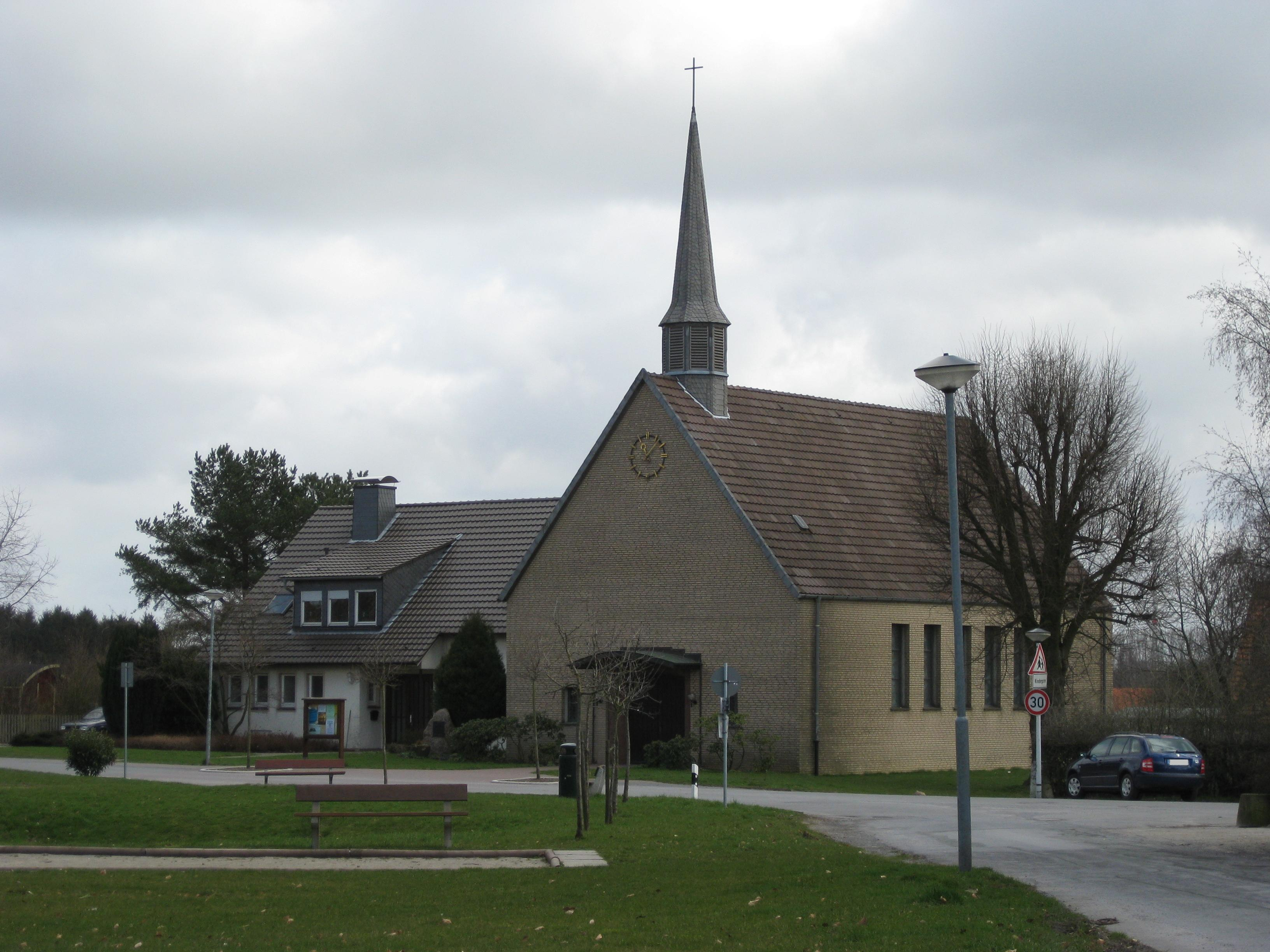
Die evangelische Kirche in Häger

Häger ist ein Ortsteil von Werther im nordrhein-westfälischen Kreis Gütersloh. Die überwiegend ländliche Gegend liegt im Nordosten der Stadt Werther. Namensgebend ist das altdeutsche Wort Hag, Häger heißt „zu den freien Hagen gehörend“. Häger ist neben der Kernstadt Werther der einzige Ortsteil, der über nennenswerte Industrie verfügt. Der größte Arbeitgeber im Ort ist ein Möbelhersteller.

## Geschichte
Vom Mittelalter bis zur Franzosenzeit war Häger eine Bauerschaft der Vogtei Werther im Amt Sparrenberg der Grafschaft Ravensberg. Von 1807 bis 1810 gehörte Häger zum Kanton Werther im Departement der Weser des Königreichs Westphalen und von 1811 bis 1813 zur Mairie (Bürgermeisterei) Werther im Département der oberen Ems des Kaiserreichs Frankreich. Nach der napoleonischen Niederlage fiel Häger 1813 zurück an Preußen und kam 1816 zum neuen Kreis Halle. Im Kreis Halle gehörte die Gemeinde Häger zum Amt Werther. Häger wurde durch das Bielefeld-Gesetz vom 24. Oktober 1972 mit Wirkung vom 1. Januar 1973 in die Stadt Werther eingegliedert. Dabei wurden einige Flurstücke der Stadt Bielefeld zugesprochen. Bereits zuvor waren im Jahr 1971 im Zuge der Planungen eines Regionalflughafens einige Flurstücke der Stadt Bielefeld angegliedert worden. Im Jahre 1982 wurde im Rahmen einer Gebietsänderung die Rückgliederung von rund 20 ha Teile des Nagelsholzes aus der Stadt Bielefeld nach Häger und damit zur Stadt Werther (Westf.) wirksam.

### Siedlungsgeschichte
Während die anderen Ortsteile von Werther bereits im Ravensberger Urbar von 1556 ihre konkreten Vorläufer-Bauerschaften hatten, gab es die Hägeraner Struktur damals noch nicht. Was später Häger wurde, lag zwischen den Bauerschaften und Einzelhöfen und nannte sich Nienhagen, weil es jünger war und nicht zu den Urhagen gehörte. Trotzdem bildete sich eine kleine Siedlungsstruktur der untersten Zentralitätsstufe mit Windmühle, Gasthaus, Händler und später Gewerbebetrieben, beispielsweise in der Flachsbearbeitung und später in der Zigarrenherstellung. In der Folge dieser Ansiedlungen wurde zwischen den Bauerschaften Lenzinghausen, Rotenhagen und Schröttinghausen eine Schule begründet. Den Bereich, an dem sie entstand, nannte man Bleeke, und so gab es die Bleeker Schule. Der Ort hieß ebenfalls Bleeke beziehungsweise Auf der Bleeke (also Auf der Bleiche). Häger als Ortsbezeichnung setzte sich erst zwischen 1930 und 1950 durch.
Während der Ort bis nach dem Zweiten Weltkrieg also lediglich eine Gemarkung war, erfolgte – zunächst ausgehend vom Wachstum der Industrie – in mehreren Schritten eine Besiedlung im Sinne einer Ortsbildung. Zunächst entstand in den 1950er Jahren eine Siedlung in unmittelbarer Nähe eines Möbelherstellers, in den frühen 1970er Jahren wurden im Rahmen der einsetzenden Stadtflucht weitere Wohngebiete erstellt. Die Besiedlung dieser Gebiete verdoppelte die Bevölkerung des Dorfes in etwa. Seit Ende der 1990er Jahre werden Baulücken im Ortsgebiet geschlossen.
Häger hat aufgrund dieser Entwicklung zwar einen Siedlungs-, aber keinen eigentlichen Ortskern, zum Beispiel befindet sich die Kirche in Randlage der geschlossenen Ortschaft.
2013 verlor der Ort mit der Insolvenz der Oro Druck GmbH seinen zweitgrößten Arbeitgeber.

### Einwohnerentwicklung
Nachfolgend dargestellt ist die Einwohnerentwicklung von Häger in der Zeit als selbständige Gemeinde im Kreis Halle (Westf.). In der Tabelle werden auch die Einwohnerzahlen von 1970 (Volkszählungsergebnis) und 1972 sowie als Ortsteil Häger im Jahr 2007 angegeben.

Bevölkerungsentwicklung in Häger
zwischen 1817 und 1965

| Jahr | Einwohner |
| ---- | --------- |
| 1799 | 0675      |
| 1817 | 0790      |
| 1900 | 0824      |
| 1939 | 0699      |
| 1946 | 1083      |
| 1961 | 1043      |
| 1965 | 0956      |
| 1970 | 0954      |
| 1972 | 0915      |
| 2007 | 1406      |
| 2019 | 732       |

## Vereinsleben und Dorfgemeinschaft
Häger hat ein sehr reges Vereinsleben. Das trägt dazu bei, dass gemeinsame Veranstaltungen organisiert werden und eine Gemeinschaftsfläche zwischen Kirche und Bürgerhaus zu einem attraktiven Dorftreffpunkt umgestaltet wurde. Auf dieser Gemeinschaftsfläche gibt es nehmen diversen Spielgeräten eine Boule-Bahn und ein Bücherhaus. Alle Vereine und Institutionen richten jedes Jahr am Samstag vor dem 2. Advent einen kleinen gemütlichen Adventsmarkt aus. Diesen 'Hägeraner Advent' gibt es seit 2005 und er erfreut sich immer noch großer Beliebtheit.

### Heimatverein Häger e. V.

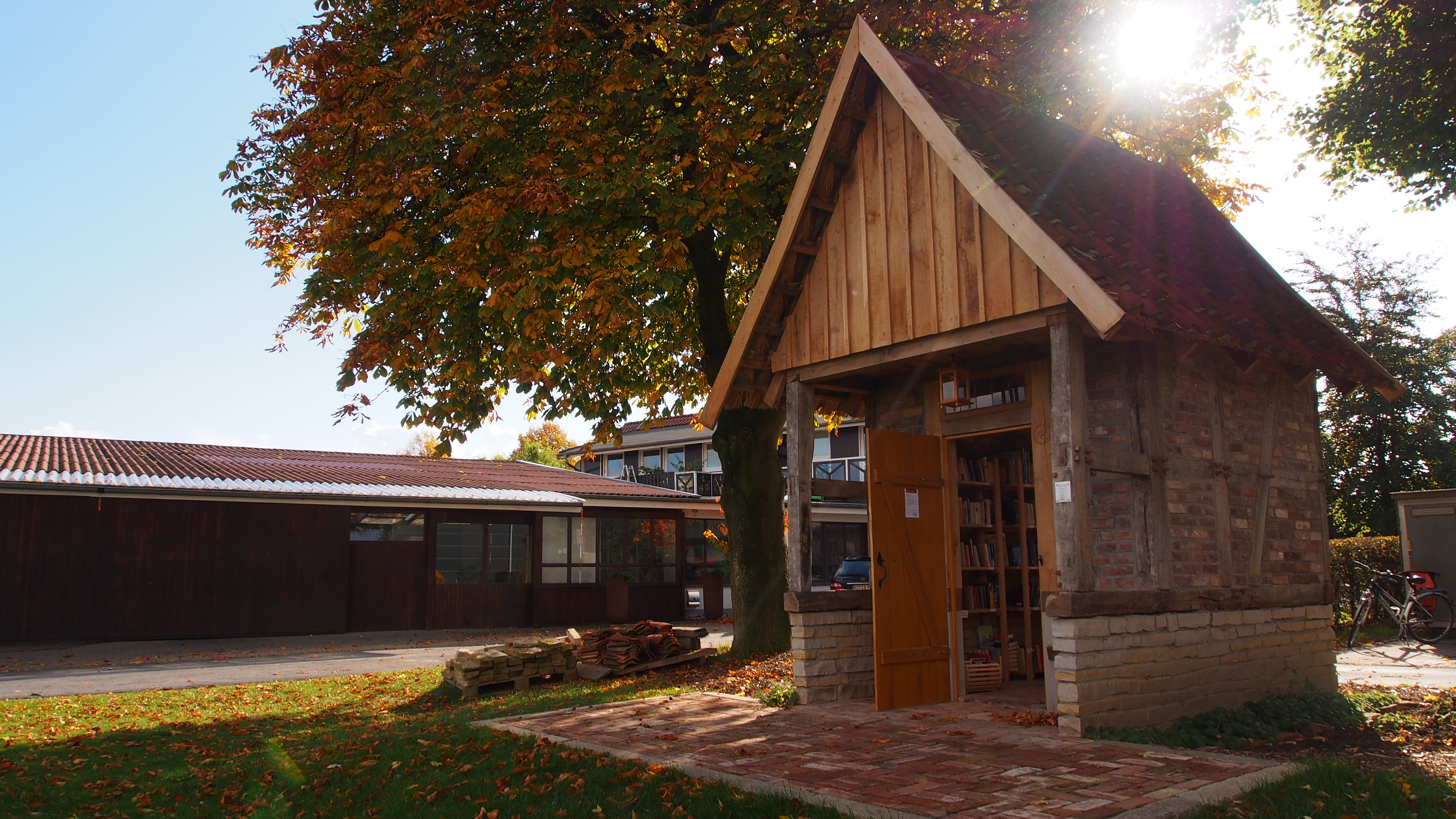
Die Dorfgemeinschaft Häger hat dieses Bücherhaus 2011 aus historischen Baumaterialien erstellt

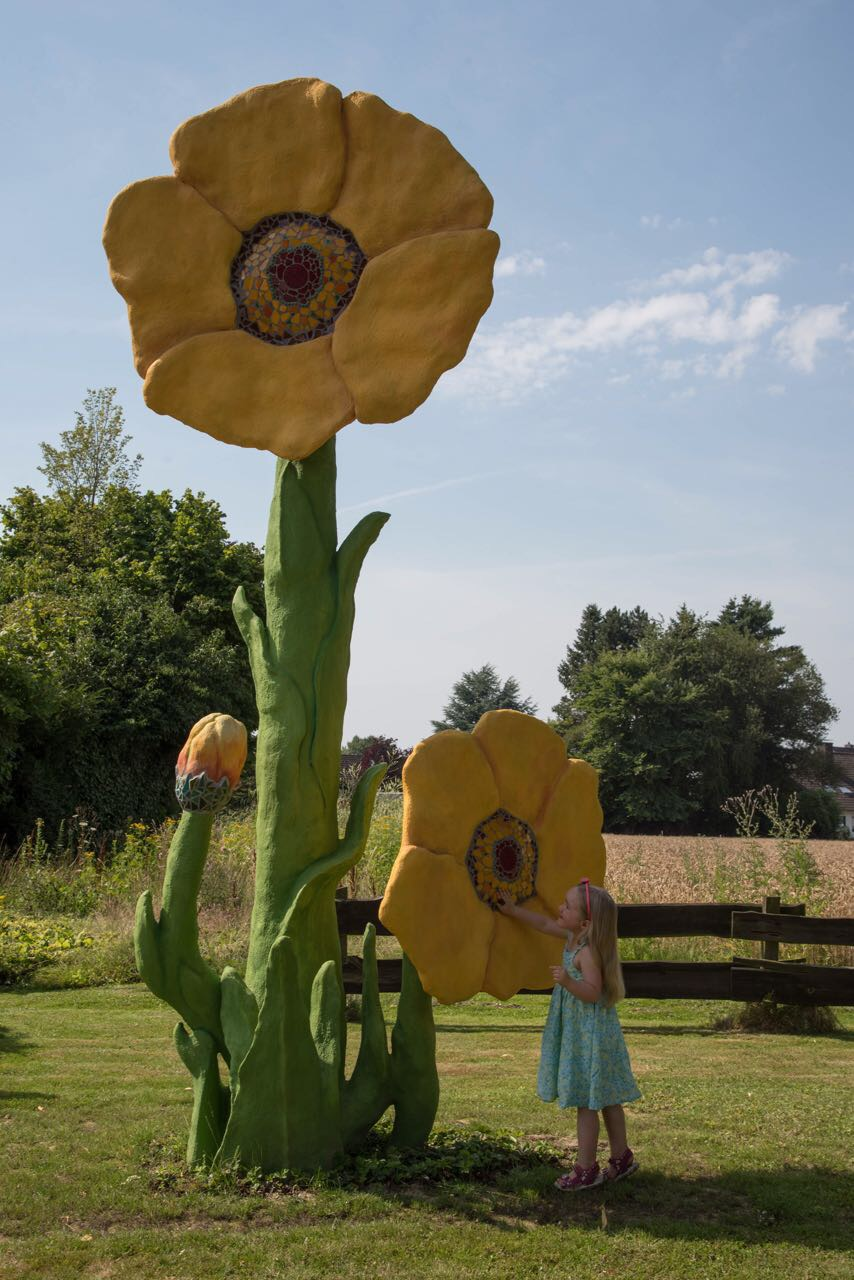
Die ca. 4 m hohe Blumenskulptur 'Hägermone' wurde von der ortsansässigen Künstlerin Irmgard Wiesbrock gestaltet

Der  Heimatverein Häger wurde 1968 gegründet und engagiert sich für eine dörfliche Gemeinschaft, die von sozialen Kontakten lebt. So wurde 2006 eine Boule-Bahn gebaut, die seit dem intensiv genutzt wird. Seit 2006 findet auch jährlich in der zweiten Sommerhälfte ein Boule-Turnier statt, das sich großer Beliebtheit erfreut. 2012 wurde aus historischem Baumaterial von einem zum Abriss stehenden Koten ein kleines Bücherhaus erstellt. Das Bücherhaus dient dem einfachen Tausch von Büchern. Jeder kann dort Bücher entnehmen und natürlich auch Bücher einstellen. 2013 wurde dieses Engagement durch das Netzwerk Nachbarschaft mit der Auszeichnung „Bundessieger“ im Wettbewerb „Schönste Straße Deutschlands“ belohnt. Das Preisgeld in Höhe von € 5000 wurde für diverse Projekte in Häger verwendet.

### Dorfladen Häger e. V.

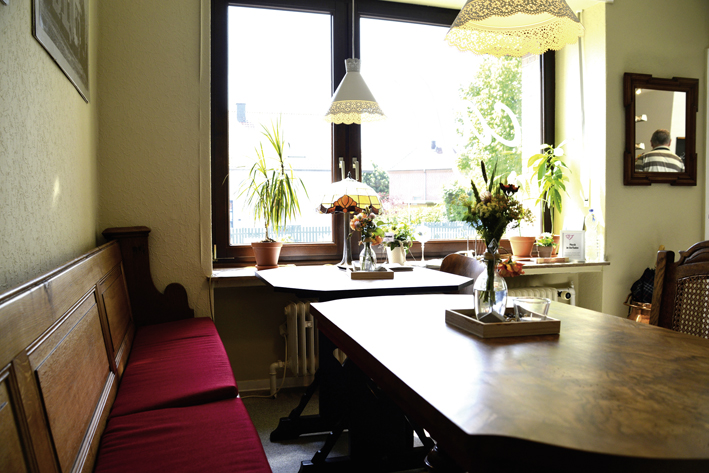
Ein kleines gemütliches Café im Dorfladen fördert das soziale Zusammenleben

Seit 2016 gibt es in Häger auch wieder einen kleinen Dorfladen, der alles für den täglichen Bedarf anbietet. Das angeschlossene kleine Café hat sich zu einem sozialen Treffpunkt im Dorf entwickelt. Da sich ein Dorfladen dieser Größe in einem so kleinen Ort nicht kommerziell rentabel betreiben lässt, ist ein großes ehrenamtlichen Engagement erforderlich. Dafür wurde der Verein  Dorfladen Häger e. V. gegründet.

## Sonstiges
Auf dem Gebiet von Häger entspringt der Spenger Mühlenbach, und die Warmenau durchfließt den Ortsteil.